# فرودگاه آبی دریاچه رنفرو-بلک دونالد
فرودگاه آبی دریاچه رنفرو-بلک دونالد (به انگلیسی: Renfrew/Black Donald Lake Water Aerodrome) یک فرودگاه همگانی است که یک باند فرود آب دارد. این فرودگاه در کشور کانادا قرار دارد و در ارتفاع ۲۴۸ متری از سطح دریا واقع شده است.